# Vagabond (telenovela)
Vagabond (hangul: 배가본드; rr: Baegabondeu) é uma telenovela sul-coreana estrelada por Lee Seung-gi e Bae Suzy, foi exibida pela SBS  de 20 de setembro a 23 de novembro de 2019 com um total de 16 Episódios e está disponível para streaming na Netflix.

## Sinopse
Cha Dal Gun (Lee Seung-gi) é um especialista que acaba se envolvendo em uma grande conspiração devido a um acidente de avião no qual 211 pessoas morrem, incluindo seu sobrinho de 11 anos. Go Hae-ri (Suzy) é agente do Serviço Nacional de Inteligência, que escolheu a vida de um funcionário público para sustentar sua família, mas acaba se tornando um agente disfarçado.

## Elenco
- Lee Seung-gi como Cha Dal-gun, Dal-gun é um dublê cujo sobrinho Cha Hoon foi vítima do acidente de avião B357, que envolveu um grupo de terroristas e conspirações governamentais tentando encobri-lo. Para expor seus segredos, Dal-geon se junta a Hae-ri e ao NIS para investigar e, finalmente, obter justiça[5]
- Bae Suzy como Go Hae-ri Hae-ri é uma agente do N.I.S. (Serviço Nacional de Inteligência) que escolheu a vida de um funcionário público para sustentar sua família, mas acaba se tornando uma agente secreta.[6]
- Shin Sung-rok como Gi Tae-ung .Chefe da equipe de informações da Agência Nacional de Inteligência. Ele era uma pessoa justa.[7]

- Baek Yoon-sik como presidente sul-coreano
- Moon Sung-keun como primeiro-ministro sul-coreano
- Kim Min-jong como Secretário de Assuntos Civis[8]

- Lee Ki-young como Kang Joo-chul, diretor do SNI.

- Jung Man-sik como Min Jae-sik[9]

- Hwang Bo-ra como Gong Hwa-sook[10][11]